# Симонита
Симонита (яп. 下仁田町 Симонита-мати) — посёлок в Японии, находящийся в уезде Канра префектуры Гумма. Площадь посёлка составляет 188,27 км², население — 8490 человек (1 июля 2014), плотность населения — 45,09 чел./км².

## Географическое положение
Посёлок расположен на острове Хонсю в префектуре Гумма региона Канто. С ним граничат города Томиока, Аннака, Фудзиока, Саку, посёлки Канра, Канна, Каруидзава и село Наммоку.

## Население
Население посёлка составляет 8490 человек (1 июля 2014), а плотность — 45,09 чел./км². Изменение численности населения с 1980 по 2005 годы:
| 1980 | 15 228 чел. |  |
| 1985 | 14 237 чел. |  |
| 1990 | 13 683 чел. |  |
| 1995 | 12 266 чел. |  |
| 2000 | 11 171 чел. |  |
| 2005 | 10 144 чел. |  |

## Символика
Деревом посёлка считается криптомерия, цветком — цветок сакуры, птицей — Cettia diphone.